# 王立婦人海軍

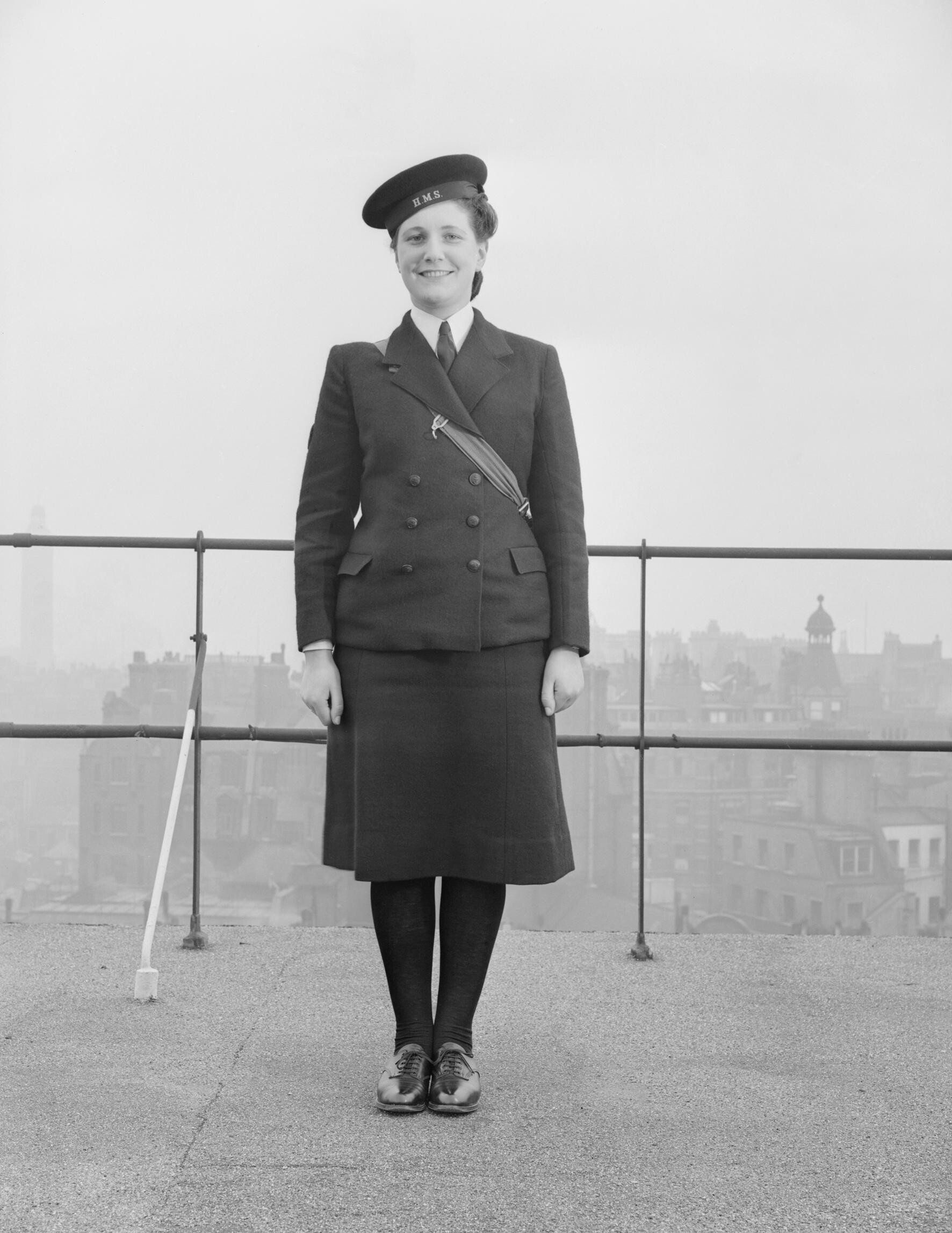
第二次世界大戦時の王立婦人海軍兵士。

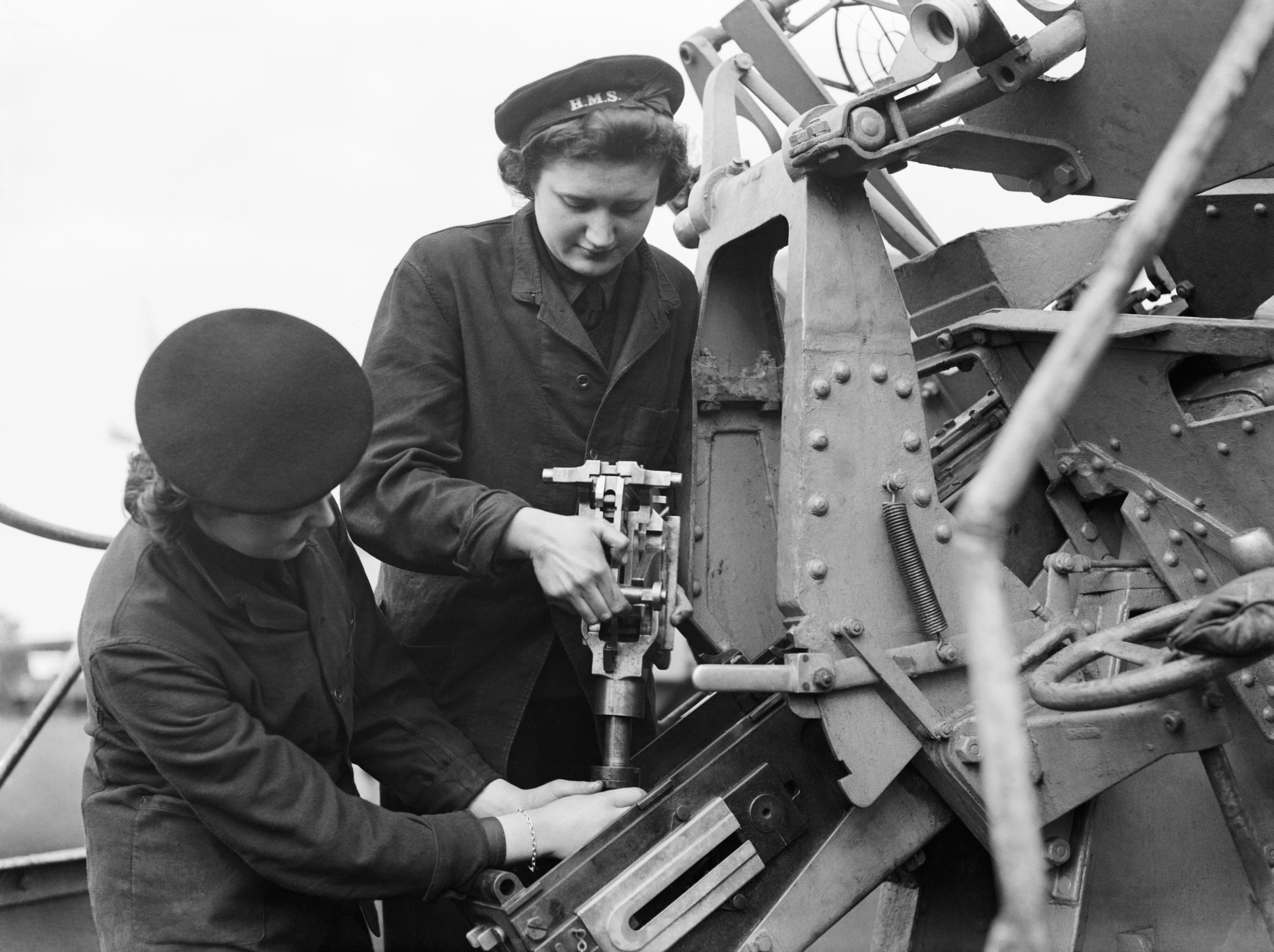
対空砲ポンポン砲(QF 2ポンド海軍砲)を組み立てるWRNS兵站部婦人兵。

王立婦人海軍 (Women's Royal Naval Service,WRNSまたは WRENS) はイギリス海軍の女性部隊。1917年に設立され、1993年にイギリス海軍に統合され、消滅した。
任務は調理、事務、無線操作師、レンジファインダー（距離測定）、プロットレーダー(Plot radar)や兵器の解析、整備、技師などであった。

## 沿革
第一次世界大戦時の1917年に発足した
。当時、名称を決めるにあたっての他の候補はWomen's Auxiliary Naval Corps,Women's Naval Service,Women's Auxiliary Naval Service,Royal Naval Women's Serviceなどがあった。兵士数は5500名で、そのうち500名が将校となった。また、同時期に王立婦人空軍から2000名の兵士が派遣され、協同で任務にあたった。1919年に解散した。
1939年に再組が提案され、英国王が承認し、ヴェラ・ロートン・マシューズが指揮官に着任した。そしてラジオ技師、無線操作師、気象分析、射程測定、暗号・コーダーなどの任務に3000人の募集が行われた。1944年には74,000人の兵士がいた。
第二次世界大戦後も存続し、1990年の湾岸戦争の時には、22型フリゲートHMS Brilliant (F90)に女性兵士が乗船し、任務に就いた。 1993年に王立海軍に統合され、消滅した。

## 暗号解読
王立婦人海軍兵ルース・ボルンらはイギリス政府暗号学校(GC&CS）の基地ブレッチリー・パークにおいてアラン・チューリングらの暗号解読機ボンベ (Bombe)を用いたナチスのエニグマ暗号の解読業務に従事し、解読に成功した。

## 王立カナダ婦人海軍
1942年、カナダでも王立カナダ婦人海軍(Women's Royal Canadian Naval Service,WRCNS)が組織された。

## イギリス婦人軍関連組織一覧
イギリス海軍
- 王立婦人海軍(1917-1919,1939-1993)
- 航空輸送補助隊（Air Transport Auxiliary）

イギリス空軍
- 王立婦人空軍(Women's Royal Air Force、WRAF、1918-1920,1949-1990)
- 婦人補助空軍(Women's Auxiliary Air Force, WAAF、1939-1949）

イギリス陸軍
- メアリー女王陸軍補助部隊(Queen Mary's Army Auxiliary Corps)
- 補助地方義勇軍(Auxiliary Territorial Service、ATS、1938-1949)
- 王立婦人陸軍(Women's Royal Army Corps, WRAC、1949-1992)
- 国防義勇部隊 (Territorial Force、予備役、1908 - )

## 関連書籍
- Fletcher, Marjorie H. (1989). The WRNS: A History of the Women's Royal Naval Service. Annapolis: Naval Institute Press. ISBN 9780870219979
- Heath, Nick, Hacking the Nazis: The secret story of the women who broke Hitler's codes, TechRepublic, March 27, 2015
- マーティン ブレーリー 、ラミロ・ブヘイロ著、 平田光夫翻訳『第二次大戦の連合軍婦人部隊』2007年、大日本絵画。